# Theodore Nicholas Gill
Theodore Nicholas Gill (Nova Iorque, 21 de Março de 1837 – Washington, D.C., 25 de Setembro de 1914) foi um ictiólogo norte-americano.

## Carreira
Nascido e educado na cidade de Nova York com professores particulares, Gill desde cedo demonstrou interesse pela história natural. Ele esteve associado a J. Carson Brevoort no arranjo das coleções entomológicas e ictiológicas deste último antes de ir para Washington D.C. em 1863 para trabalhar no Smithsonian Institution. Ele catalogou mamíferos, peixes e moluscos principalmente, embora mantendo proficiência em outras ordens de animais. Ele foi bibliotecário no Smithsonian e também assistente sênior da Biblioteca do Congresso. Foi eleito membro da American Philosophical Societyem 1867.
Gill foi professor de zoologia na Universidade George Washington. Ele também era membro do Megatherium Club no Smithsonian Institution em Washington, D.C. Os membros do companheiro frequentemente zombavam dele por sua vaidade. Ele foi presidente da Associação Americana para o Avanço da Ciência em 1897.
Ele foi um dos membros fundadores do Cosmos Club.

## Publicações
Além de 400 artigos separados sobre assuntos científicos, suas principais publicações incluem:
- 1871.  Arrangements of the Families of Mollusks 49 pp.
- 1872. Arrangement of the Families of Mammals 98 pp.
- 1872. Arrangement of the Families of Fishes
- 1875. Catalogue of the Fishes of the East Coast of North America
- 1882. Bibliography of the Fishes of the Pacific of the United States to the End of 1879
- Relatórios sobre Zoologia para os volumes anuais da Smithsonian Institution de 1879